# Bernard Rose
Bernard Rose (Londen, 4 augustus 1960) is een Brits filmregisseur, -producent, scenarioschrijver, editor en cameraman, die wordt beschouwd als een pionier op het gebied van digitaal filmmaken.
Rose is vooral bekend door het regisseren van de horrorfilms Paperhouse (1988) en Candyman (1992) en de historisch-romantische films Immortal Beloved (1994) en Anna Karenina (1997). Hij heeft regelmatig acteurs Danny Huston en Tony Todd in zijn films gecast.

## Filmografie

### Films
| Jaar | Titel                        | Regisseur | Producent | Scenarist | Editor | Cameraman |
| ---- | ---------------------------- | --------- | --------- | --------- | ------ | --------- |
| 1986 | Smart Money                  |           |           |           |        |           |
| 1987 | Body Contact                 |           |           |           |        |           |
| 1988 | Paperhouse                   |           |           |           |        |           |
| 1990 | Chicago Joe and the Showgirl |           |           |           |        |           |
| 1992 | Candyman                     |           |           |           |        |           |
| 1994 | Immortal Beloved             |           |           |           |        |           |
| 1997 | Anna Karenina                |           |           |           |        |           |
| 2000 | Ivans Xtc                    |           |           |           |        |           |
| 2005 | Snuff-Movie                  |           |           |           |        |           |
| 2008 | The Kreutzer Sonata          |           |           |           |        |           |
| 2010 | Mr. Nice                     |           |           |           |        |           |
| 2012 | Two Jacks                    |           |           |           |        |           |
| 2012 | Boxing Day                   |           |           |           |        |           |
| 2013 | Sx Tape                      |           |           |           |        |           |
| 2013 | The Devil's Violinist        |           |           |           |        |           |
| 2015 | Frankenstein                 |           |           |           |        |           |
| 2019 | Samurai Marathon             |           |           |           |        |           |
| 2021 | Traveling Light              |           |           |           |        |           |

### Videoclips
| Jaar | Titel                                                       | Regisseur |
| ---- | ----------------------------------------------------------- | --------- |
| 1983 | "Red Red Wine" van UB40                                     |           |
| 1983 | "Relax" van Frankie Goes to Hollywood                       |           |
| 1984 | "Smalltown Boy" van Bronski Beat                            |           |
| 1984 | "Why?" van Bronski Beat                                     |           |
| 1985 | "Welcome to the Pleasuredome" van Frankie Goes to Hollywood |           |

## Prijzen en nominaties
De belangrijkste:
| Jaar | Prijs                                             | Categorie                                      | Werk             | Uitslag     |
| ---- | ------------------------------------------------- | ---------------------------------------------- | ---------------- | ----------- |
| 1989 | Brussels International Festival of Fantastic Film | Beste film (Gouden Raaf)                       | Paperhouse       | Gewonnen    |
| 1989 | Fantasporto                                       | Beste film                                     | Paperhouse       | Genomineerd |
| 1989 | Fantasporto                                       | Speciale juryprijs                             | Paperhouse       | Gewonnen    |
| 1993 | Saturn Award                                      | Beste scenarioschrijver                        | Candyman         | Genomineerd |
| 1993 | Fantasporto                                       | Beste film                                     | Candyman         | Genomineerd |
| 2003 | Film Independent Spirit Award                     | Beste regisseur                                | Ivans Xtc        | Genomineerd |
| 2003 | Film Independent Spirit Award                     | John Cassavetes Award (gedeeld met: Lisa Enos) | Ivans Xtc        | Genomineerd |
| 2012 | Filmfestival van Venetië                          | Beste film (Orizzonti)                         | Boxing Day       | Genomineerd |
| 2015 | Brussels International Festival of Fantastic Film | Beste film (Gouden Raaf)                       | Frankenstein     | Gewonnen    |
| 2019 | Filmfestival van Sitges                           | Beste film                                     | Samurai Marathon | Genomineerd |